# Celosia falcata
Celosia falcata är en amarantväxtart som beskrevs av Lopr. Celosia falcata ingår i släktet celosior, och familjen amarantväxter. Inga underarter finns listade i Catalogue of Life.